# Окупаційні війська РФ в Криму
Окупаційні війська РФ в Криму — війська Південного військового округу та Чорноморського флоту ВМФ Збройних сил РФ, що дислокуються на захопленому Росією Кримському півострові. Українська Автономна Республіка Крим та місто Севастополь були окуповані та анексовані Росією в 2014 році.

## Історія
Перед початком та під час інтервенції 2014 року Росія активно наростила військову присутність на Кримському півострові, а після формальної анексії та початку війни на Донбасі цей процес продовжився.
У 2016 році Росія наново сформувала в окупованому Криму 22-й армійський корпус (його основу склала 126-та окрема бригада берегової оборони ЧФ), який об'єднав з'єднання і частини військ берегової оборони Чорноморського флоту ВМФ Росії. Аналогічно, 1 квітня 2016 року також ще було сформовано управління 11-го армійського корпусу як об'єднання військ берегової оборони Балтійського флоту ВМФ Росії, дислокованих у Калінінградській області.[неякісне джерело]
7 листопада 2017 року начальник ГШ Російської Федерації Валерій Герасимов на колегії міністерства оборони Росії заявив, що в анексованому Криму створене повноцінне самодостатнє угруповання військ (сил), яке включає в себе військово-морську базу, армійський корпус, авіаційну дивізію й дивізію ППО, Чорноморський флот РФ поповнився шістьома підводними човнами, фрегатами «Адмірал Григорович», «Адмірал Ессен», які мають на озброєнні крилаті ракети «Калібр», трьома дивізіонами берегових ракетних комплексів «Бал» і «Бастіон».
10 січня 2018 року стало відомо, що Росія розгортає другий дивізіон зенітно-ракетного комплексу С-400, дислокований в окупованому Севастополі, який в першу чергу буде контролювати повітряний простір над Чонгаром і Армянськом.
14 лютого 2018 року з'явилася інформація, що росіяни знімають прикордонні пости на адміністративному кордоні з Кримом. Аналогічні їх дії спостерігалися після Російсько-грузинської війни 2008 року.
В червні 2019 р. американський інтернет-журнал Defense One оприлюднив інформацію щодо 5 батарей С-400 на півострові, а також 10 отриманих ЧФ РФ кораблях, здатних запускати крилаті ракети великої дальності «Калібр». Чисельність окупаційних військ у Криму було оцінено у 30 000 осіб.

## Структура
- Чорноморський флот ВМФ Росії
  - 30-та дивізія надводних кораблів
- 126-та окрема бригада берегової оборони, Перевальне
- 8-й окремий артилерійський полк[7]

## Спроби просування на материк
Перший бій з групою російського спецназу на Херсонщині відбувся 18 березня 2014 року, коли група прикриття перешийку здійснила вихід в район вогневої позиції батареї РСЗВ «Смерч» і українська група спеціального призначення, яка прикривала батарею, вступила в вогневий контакт з противником.

## Матеріали
- Генштаб Росії заявив про створення у Криму повноцінного угруповання своїх військ. 24tv.ua. 24 канал. 7 листопада 2017. Архів оригіналу за 6 січня 2020. Процитовано 7 листопада 2017.
- РФ заявила про створення у Криму самодостатнього угруповання військ. qha.com.ua. Кримські Новини. 7 листопада 2017. Архів оригіналу за 7 листопада 2017. Процитовано 7 листопада 2017.
- Росія заявила про створення «повноцінного» угруповання військ в Криму. zaxid.net. Zaxid.net. 19 січня 2016. Архів оригіналу за 8 листопада 2017. Процитовано 7 листопада 2017.
- Авіатехніка ПКС та ВМФ РФ на території тимчасово окупованого Криму та в прикордонних областях. www.ukrmilitary.com. Ukrainian Military Pages. 10 листопада 2017. Архів оригіналу за 11 листопада 2017. Процитовано 10 листопада 2017.
- Як і чим озброюють Крим. Частина перша – бойові кораблі. mil.in.ua. Український мілітарний портал. 14 лютого 2018. Архів оригіналу за 15 лютого 2018. Процитовано 14 лютого 2018.
- Осиное гнездо. Что военные развернули в Крыму за два года [Архівовано 5 квітня 2019 у Wayback Machine.]
- Окупанти посилили своє морське угруповання на Азовському морі. mil.in.ua. Український мілітарний портал. 28 травня 2018. Процитовано 3 червня 2018.
- Окупант перекинув до Чорного моря малі ракетні кораблі. mil.in.ua. Український мілітарний портал. 6 червня 2018. Процитовано 6 червня 2018.
- Рафаель Люкманов. Вірогідна реальність війни з Росією (рос.). uain.press. 18 квітня 2018. Архів оригіналу за 12 червня 2018. Процитовано 12 червня 2018.